# Ozjoginomeer
Het Ozjoginomeer (Russisch: Ожогино озеро; Ozjogino Ozero) is een ondiep zoetwatermeer in de Russische autonome republiek Jakoetië. Het is het grootste meer van de oeloes Abyjski en ligt aan de rand daarvan, tegen de grens met de oeloes Allaichovski. Geografisch gezien ligt het in het Laagland van Abyj, nabij de zuidelijke hellingen van de bergachtige Polo-oesnyrug. Het meer heeft een oppervlakte van 157 km² . Het wordt gevoed door sneeuw en regen en bevriest eind september, waarna begin juni de dooi intreedt. De meer vormt de bron van de rivier Ozjogin (een linker zijrivier van de Indigirka). Nabij het meer ligt het gelijknamige dorp Ozjogino. 
Tussen 1951 en 1953 was het gelijknamige Goelag-hervormingswerkkamp Ozjogino van de Dalstroj nabij het meer gevestigd. In 1996 werden het meer en 2412,5 km² eromheen door het regionaal bestuur van Jakoetië aangewezen als reservaat om de vissen in het meer en de wilde dieren die het gebruiken beter te kunnen beschermen.

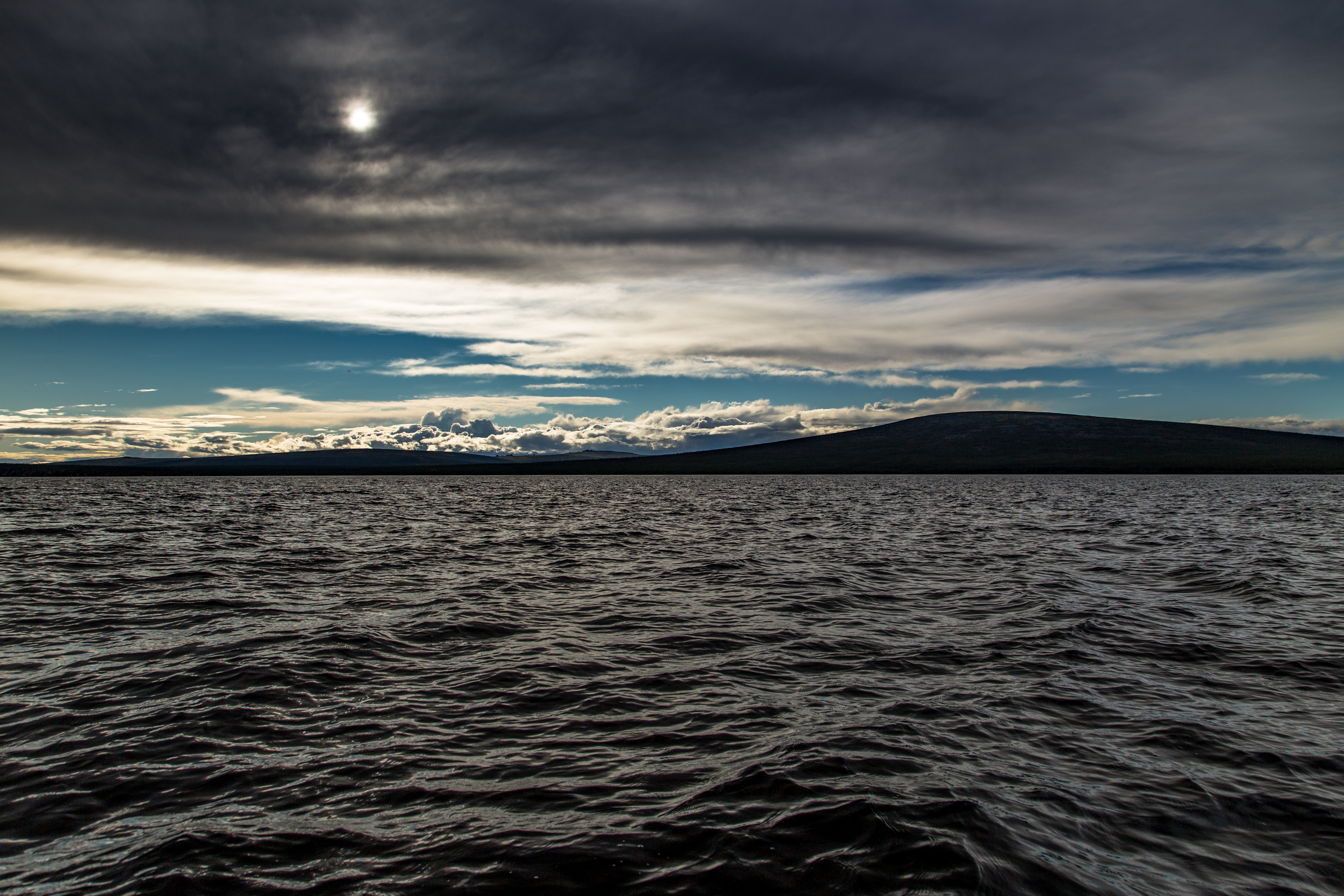
Oppervlak van het meer
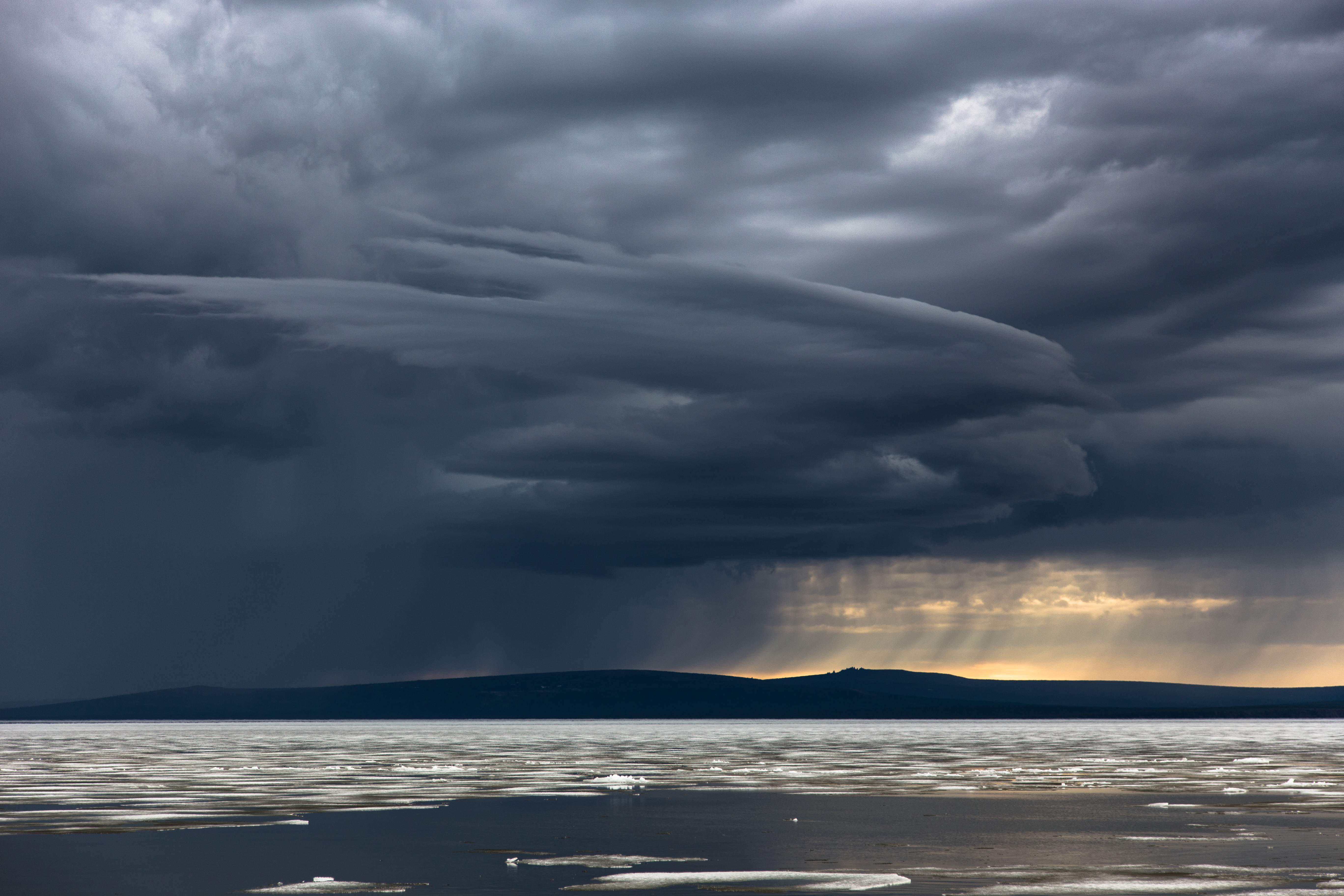
Donderwolken boven het meer
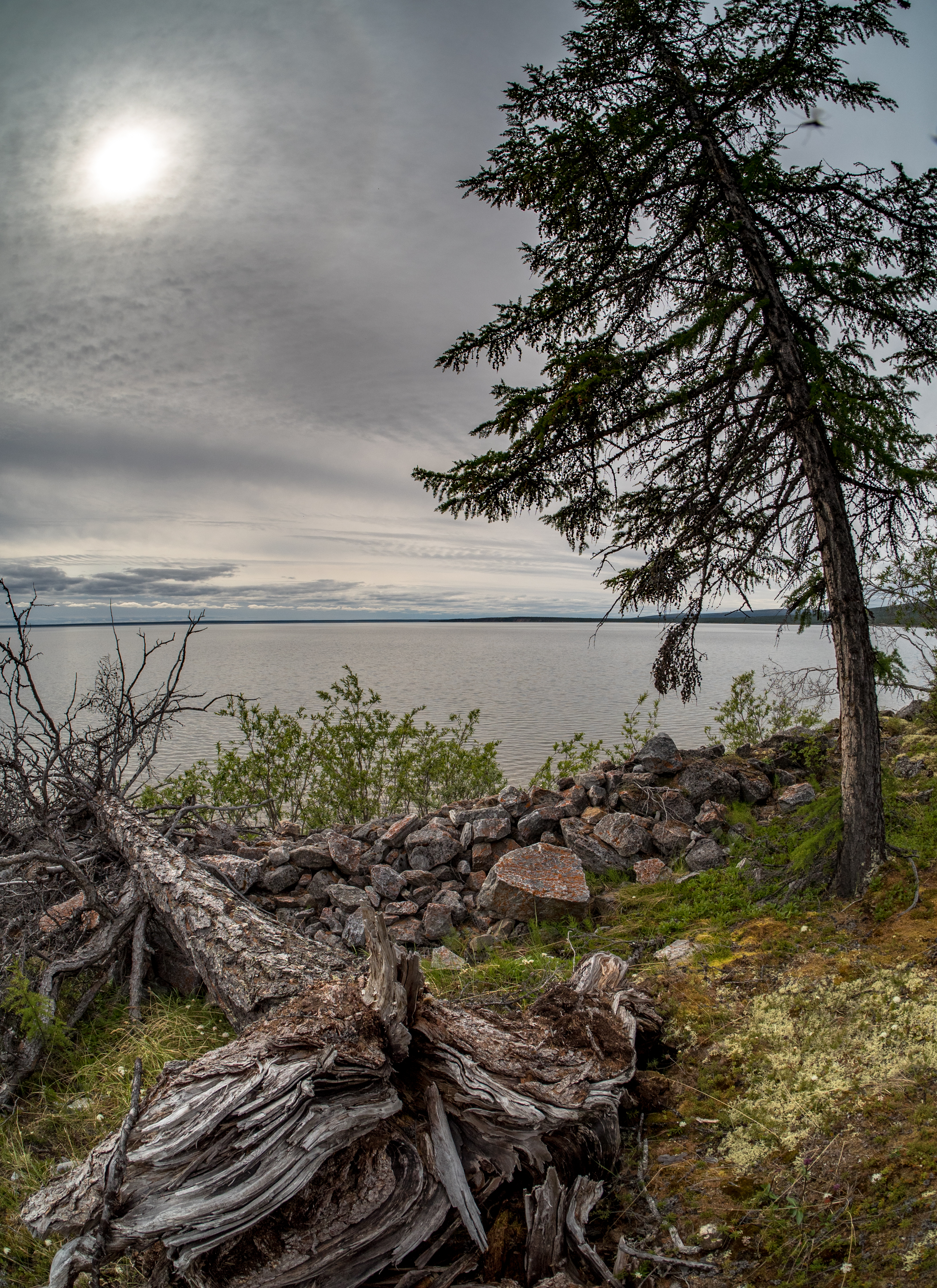
Vegetatie aan de oever van het meer